# Ludivine Bruet
Pour les articles homonymes, voir Bruet.
Ludivine Bruet est une footballeuse française née le 24 février 1984 à Albertville. Elle évolue au poste de milieu de terrain défensif. 
Elle joue tout d'abord à l'Olympique lyonnais, avant de signer à l'été 2007 en faveur du Racing Club de Saint-Étienne, fraîchement promu en 1re division. 
Elle a joué en équipe de France des moins de 21 ans. 

## Carrière
- 2001-2007 : Olympique lyonnais
- 2007-2010 : AS Saint-Étienne

## Palmarès
- Championne de France en 2007 avec l'Olympique lyonnais
- Vainqueur du Challenge de France en 2003 et en 2004 avec le FC Lyon
- Finaliste du Challenge de France en 2005 et en 2007 avec l'OL